# 圣座—韩国关系
圣座—韩国关系指的是圣座与大韩民国之间的关系。天主教会在韩国的发展速度于东亚各国中首屈一指，僅次于菲律宾。据统计，截至2017年12月31日，韩国天主教徒人数为5,813,770人，占韩国5200万总人口的11.0%。自2005年以来，韩国天主教徒的总数持续不断地缓慢增长。

## 历史
聖座和韩国之間的歷史聯繫可追溯到1947年巴特利爵·雅各伯·伯恩主教上任韓國宗座視察員起。1948年，韩国政府派遣代表團前往法國巴黎參加會議，聖座和巴黎教廷大使安傑洛·龍嘉利（即後來的教宗若望二十三世）為韓國代表團取得天主教國家代表團的認可帶來了很多幫助，这也有助于后来韩国政府被認可為朝鮮半島唯一的合法政府。

## 国际访问

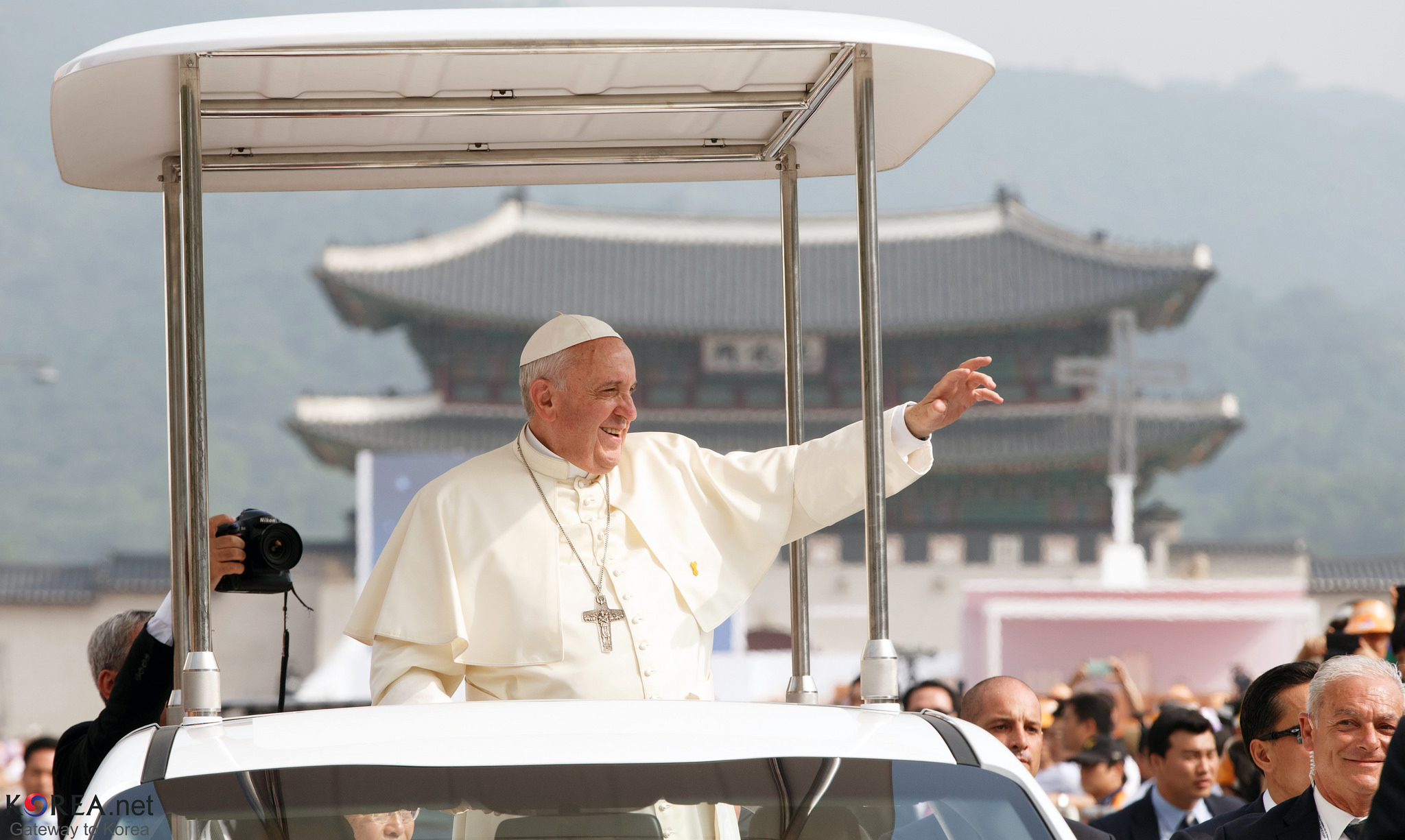
教宗方济各訪問韩国

1984年，教宗若望·保祿二世为参加韩国天主教200周年纪念而初次访问韩国，同时将103名韩国殉道真福列入圣品。1989年，教宗进行了第二次访问，并参加了第44届圣公会大会。2000年，本身是天主教徒的韩国总统金大中访问梵蒂冈城，成为首位访问圣座的韩国政府首脑。总统盧武鉉、李明博、朴槿惠和文在寅曾访问梵蒂冈城国。
2014年，教宗方濟各还为把124名韩国殉道者列真福品，并庆祝第六届亚洲青年节而访问韩国。2018年9月14日，圣座在首爾徐素文公园舉行官方慶祝活動，并以官方身份正式承认首尔多處朝聖地为国际朝圣地。首尔诸朝圣地是亞洲首批获得教廷认可的殉道者聖地。

## 圣座未来对朝鲜的访问
2018年10月9日，聖座新聞室宣布教宗方济各将于10月18日中午在梵蒂冈接见访问梵蒂冈城的韩国总统文在寅。文将借此机会转达金正恩对教宗的邀请，教宗亦将受邀访问朝鲜首都平壤。